# ولوو ۱۶۴
ولوو ۱۶۴ (Volvo ۱۶۴) خودرویی است که در سال‌های ۱۹۶۸–۱۹۷۵ توسط شرکت ولوو تولید شده‌است.
این خودرو در کلاس خودرو لوکس قرار گرفته، طراحی آن خودروهای موتور جلو-محور عقب بوده طول آن در حالت طبیعی ۴٬۷۰۰ میلیمتر (۱۸۵٫۰ اینچ) است.

## نگارخانه

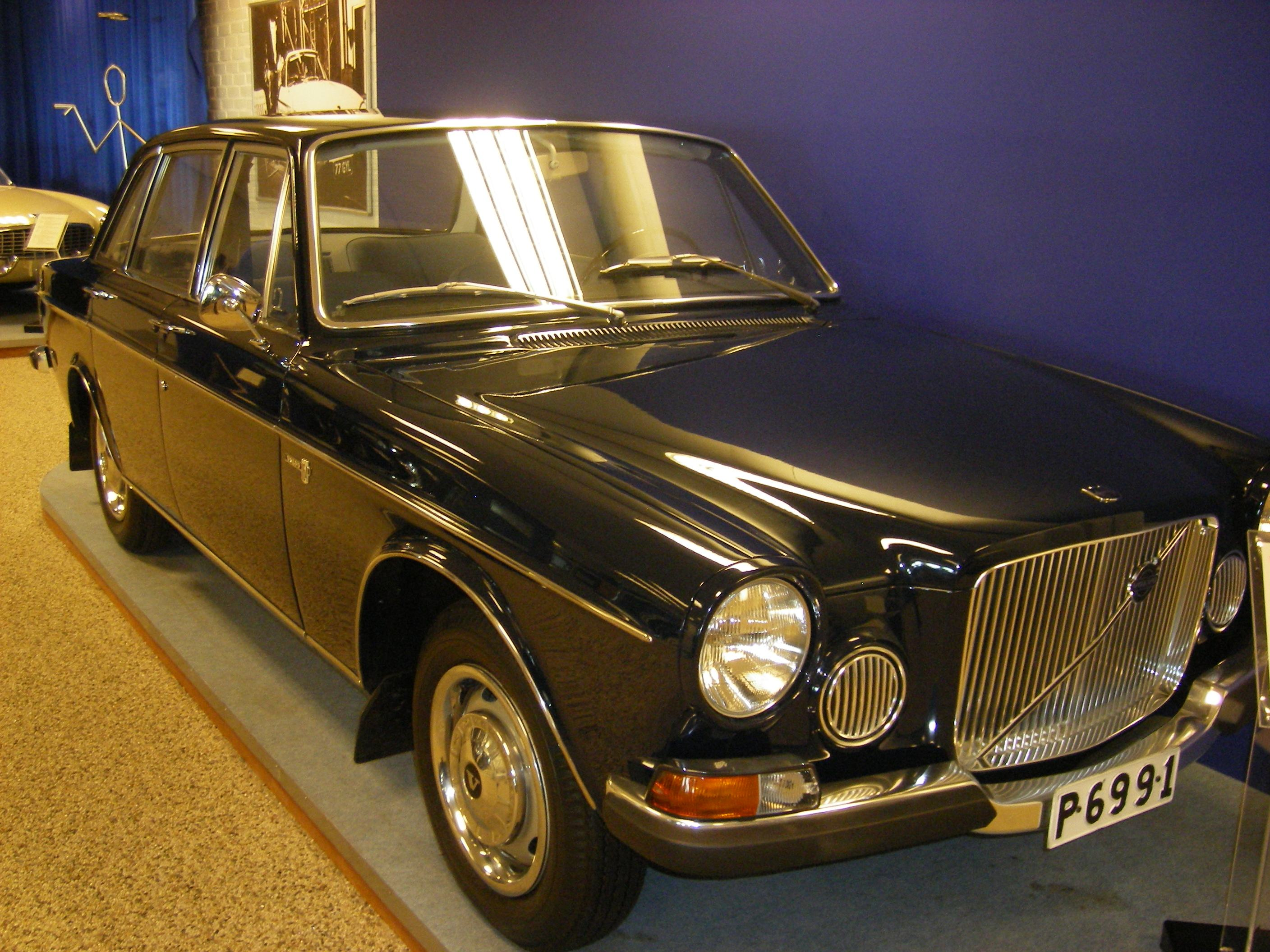
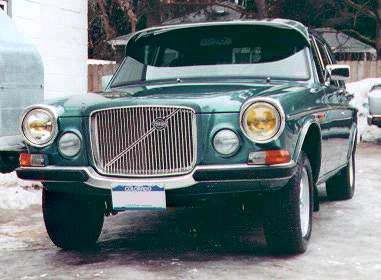
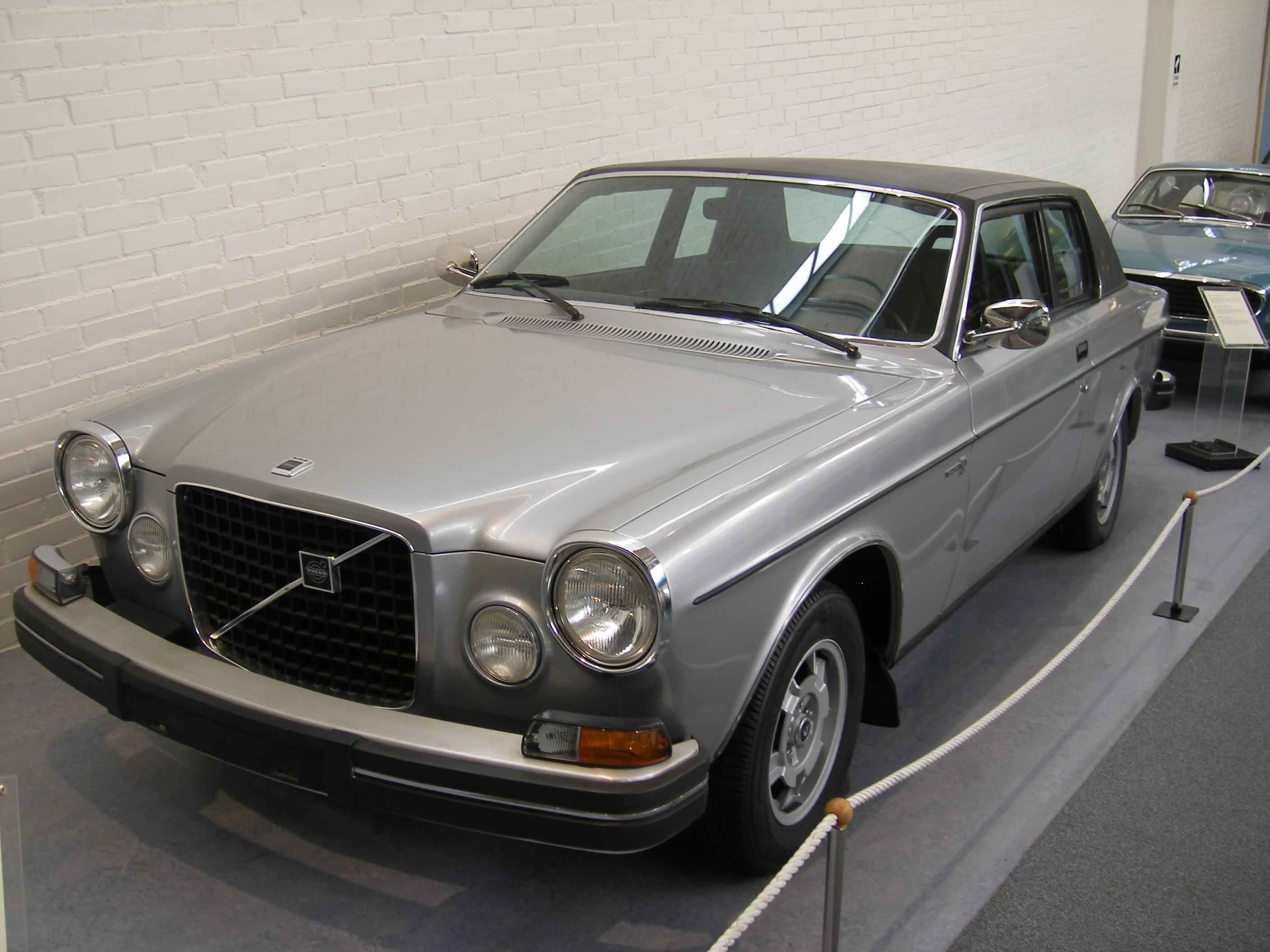